# Baduc
Baduc este o companie furnizoare de materiale pentru construcții și instalații din România.
Compania a fost înființată în anul 1970, ca Bază de Aprovizionare și Desfacere cu activitate specifică în domeniul construcțiilor industriale.
În anul 1990 a devenit societate comercială pe acțiuni, cu capital integral de stat iar în anul 1995 a fost privatizată.
Cifra de afaceri în 2005: 319,1 milioane lei (88 milioane euro)
Venit net în 2005: 16,3 milioane lei (4,5 milioane euro)